# Geneviève Latreille
Pour les articles homonymes, voir Latreille.
Geneviève Latreille (Lyon, 26 mai 1929 - Lyon, 11 août 1982) est une universitaire et chercheuse en psychologie sociale, pionnière de l’approche éducative en orientation scolaire et professionnelle.

## Biographie et parcours professionnel
Troisième enfant d'André Latreille, alors professeur au Lycée Ampère de Lyon, Geneviève Latreille avait dix ans lorsque la Seconde Guerre mondiale éclata, et seize lors de l'armistice. Déjà engagée dans le militantisme chrétien (la JECF), elle s'associe immédiatement au mouvement de rapprochement des peuples français et allemand en participant aux camps internationaux de Vallorcine, et milite pour la création d'une Europe politique, projet considéré alors comme utopique sinon aventureux.
Elle obtient en 1948 une double licence (Lettres et Droit) à l'Université de Lyon, puis un DESS d'économie politique, et intègre en 1950 l'Institut national d'orientation professionnelle (INOP) de Paris, dont elle sort diplômée en 1952.
Elle est alors nommée conseillère d'orientation scolaire et professionnelle à Valence (Drôme), où, pendant 10 ans, elle parcourt le département, aidant les élèves à gérer leur parcours scolaire, tout en analysant les difficultés rencontrées, ce qui l'amènera plus tard à des études plus théoriques sur la problématique de l'orientation et du choix des métiers.
Un séjour d'un an aux États-Unis lui permet de rencontrer Carl Rogers, qui lui fait découvrir son « approche centrée sur la personne », qui rejoint une préoccupation constante de sa démarche, et l'enrichit.
De 1962 à 1964, elle revient comme formatrice à l'ex-INOP devenu Institut national d'étude du travail et d'orientation professionnelle (INETOP), où elle prépare une thèse de troisième cycle, qu'elle soutient en 1965 à la Sorbonne.
Nommée assistante en psychologie sociale à l'Université de Lyon (où son père est doyen honoraire), elle y poursuit une activité de recherche universitaire et de formation des générations futures de conseillers d'orientation :
- en 1965, elle crée un diplôme d'enseignement infirmier supérieur en liaison avec l'École internationale d'enseignement infirmier supérieur de Lyon, qu'elle fera plus tard valider comme maîtrise des sciences et techniques sanitaires et sociales ;
- en 1967, elle crée le Centre de formation de conseillers d’orientation de Lyon[1], ouvert à des psychologues, dans une perspective innovante faisant une large place à la sociologie, l’économie, la psychologie sociale, ainsi qu’à une solide formation professionnelle ;
- en 1969, elle est élue directrice de l'UER de psychologie, puis vice-présidente de l'université chargée de la pédagogie ; elle ouvre le Diplôme universitaire de pratique sociale (DUPS) pour les professionnels ayant cinq ans de pratique ;
- en 1973, elle convainc le Ministère de l'enseignement supérieur[4] de créer des services d'orientation dans les universités et crée dans son université, à titre expérimental comme dans 24 autres universités, une cellule d'accueil, d'information et d'orientation (CELAIO)[5] ; ces cellules deviendront les services universitaires d’orientation et d'insertion professionnelle, SCUIO actuels[6].

En 1979, elle soutient devant l'Université Paris IV - Sorbonne sa thèse d'État, dont l'intitulé est La naissance des métiers dans la France contemporaine (1950-1975), étude psychosociale. Nommée maître de conférences à l'Université Lumière Lyon 2, malade, elle doit abandonner ses charges administratives en 1980. Elle décède d'un cancer en 1982.

## Activités militantes

### Dans l'Église catholique
Entrée à la Jeunesse étudiante chrétienne (branche féminine) dès ses premières années de lycée, elle y est rapidement responsable locale, puis nationale. En 1951, secrétaire générale du mouvement, elle sait résister à la pression de la hiérarchie catholique qui veut empêcher les mouvements d'action catholique de s'exprimer sur les problèmes sociaux et politiques. Elle représente aussi la JEC(F) auprès de l'ACJF et de la JEC internationale. 

Plus tard, tout en restant pleinement laïque, elle intègrera un tiers-ordre religieux inspiré de la pensée de Charles de Foucauld.

### Au SGEN-CFDT
En 1953, Geneviève Latreille adhère au Syndicat général de l'Éducation nationale (SGEN-CFTC) créé par Paul Vignaux, et dans lequel venait de se fondre le syndicat de l'orientation professionnelle (CFTC) de Jean Heudier. Pour elle ce choix était en accord complet avec ses options personnelles :
- syndicat général, il réunissait depuis ses sections de base tous les personnels de l'Éducation nationale, quel que soit leur statut, donc notamment les enseignants et les autres personnels, que la puissante Fédération de l'Éducation nationale (FEN) répartissait dans des syndicats nationaux distincts, voire concurrents ;
- syndicat confédéré, lié organiquement à la CFTC, permettant un contact étroit au niveau départemental (pour elle l'union départementale des syndicats CFTC de la Drôme) entre les personnels de l'Éducation nationale et les salariés, dont les enfants étaient les premières victimes d'un système scolaire favorisant les élites ;
- syndicat laïque, affirmant contre la majorité de la confédération à laquelle il était rattaché la nécessité d'une ouverture de l'action syndicale à tous les hommes de bonne volonté, et prenant ses distances avec les risques de subordination par rapport à l'Église institutionnelle. Elle participa au mouvement Reconstruction, dont Paul Vignaux était animateur, lieu de réflexion et de formation syndicale unique, avec son centre de formation de Bierville. L'action de ce groupe aboutit en 1973 à la déconfessionnalisation de la confédération, qui décida de se renommer « Confédération française démocratique du travail » : c'est l'actuelle CFDT.

Au sein du comité national du SGEN, Geneviève Latreille fut, avec Jean Heudier et Hélène Angeville, une défenseuse de la cause de l'orientation scolaire et professionnelle ; elle contribua à la commission socio-pédagogique du syndicat, qui permit à celui-ci d'être souvent en pointe sur les propositions de réforme de l'enseignement, alors que la FEN apparaissait plus souvent en position défensive voire conservatrice.

### En politique
Son engagement pour une Europe politique au lendemain de la seconde guerre mondiale aurait pu la rapprocher de mouvements comme le MRP fondé à la Libération par Georges Bidault, et auquel André Latreille était adhérent. Mais Geneviève Latreille était trop sensible aux injustices sociales que lui faisait toucher du doigt son expérience professionnelle. Aussi adhéra-t-elle dès sa création en 1958 au Parti socialiste autonome (PSA), bientôt fondu dans le Parti socialiste unifié (PSU), qui regroupa autour de Michel Rocard ceux qui, tout en refusant le communisme, contestaient la mollesse de la vieille SFIO, et cherchaient à construire une « nouvelle gauche » anticapitaliste et anticolonialiste. Cependant, afin de ne pas risquer de créer des interférences avec son engagement syndical, elle ne chercha jamais à obtenir de mandat électif, et resta simple militante, apportant au parti ses réflexions issues de sa pratique de conseillère d'orientation professionnelle et de ses recherches en sciences de l'éducation.

### À l'Université
En parallèle à toutes les initiatives qu'elle a eues dans le cadre de ses fonctions officielles de directrice d'UER puis de vice-présidente de l'université, Geneviève Latreille en mai 1968, fut l'un des rares enseignants de l'Université de Lyon à partager leur lutte. Elle a plus tard inspiré la naissance du mouvement Trouver/Créer, par lequel les étudiants étaient incités et aidés à trouver eux-mêmes, voire à créer, les moyens de leur insertion professionnelle.
Un amphithéâtre du campus universitaire de Bron-Parilly de l'université Lumière-Lyon 2, où elle enseigna, porte son nom.

## Sources
- Association Trouver/Créer, L'Indécis, bulletin, Lyon, notamment le numéro spécial 54-55, 2004
- Madeleine Singer, Biographie des militants du SGEN-CFDT des origines à 1970, CD-ROM, édité par le SGEN-CFDT
- Liaison de la Fraternité Jésus-Caritas, Notre chemin avec Geneviève, bulletin, juillet 1983.
- Les Amis de la JECF, Témoignages pour une histoire de la Jeunesse étudiante chrétienne féminine, éd. Bayard Presse, 1981
- Madeleine Singer, Histoire du SGEN, Presses universitaires de Lille, 1987